# 河野沙捺
河野 沙捺（かわの さな、1996年7月15日 - ）は、日本の女子アマチュアボクシング選手。静岡県湖西市出身。静岡県立浜松工業高等学校を卒業し、近畿大学卒業。2013年から全日本女子選手権バンタム級3連覇。

## 来歴
中学２年生の時に本格的にボクシングを始める。
2012年、静岡県立浜松工業高等学校入学。
2015年、近畿大学入学。
2018年全日本女子選手権でフライ級決勝まで進むが、後のWBO女子世界スーパーフライ級王者晝田瑞希に敗れる。
2019年、渡辺溶接所に入社。フライ級で世界選手権2大会銅メダリストの和田まどかを降して全日本女子選手権優勝を果たし、2020年東京オリンピック予選日本代表の座を懸けたボックスオフで世界選手権出場の並木月海と対戦するが、0-5の判定で大敗し東京オリンピックの夢を絶たれた。
2023年3月10日、大学の同級生で当時WBOアジア太平洋バンタム級王者であった西田凌佑と入籍。
2024年3月27日、第一子となる女児を出産。

## 人物・エピソード
- プロ男子4回戦の選手にはパンチを当てさせない技量の持ち主で、学生時代のマスボクシングでは西田が「強いから手加減できなかった」と言うほどだった[6]。
- 兄も妹同様、日本大学でボクシングをしており「スピードスター」と言われていた。

## 戦績
- 第12回全日本女子ボクシング選手権大会バンタム級優勝
- 第13回全日本女子ボクシング選手権大会バンタム級ジュニアの部優勝
- 第14回全日本女子ボクシング選手権大会バンタム級優勝